# 達格代爾 (明尼蘇達州)
達格代爾（英語：Dugdale）是位於美國明尼蘇達州波爾克縣的一個非建制地區。

## 歷史
鐵路公司曾於達格代爾設置車廠。達格代爾的郵局於1884年設立，其後於1927年停運。

## 地理
達格代爾所處的海拔為高於海平面347米（即1138英呎），而該地所採用的時區為UTC-6，即北美中部時區（CST）。同時該地設有夏令時間，為UTC-6調快一小時，即UTC-5（CDT）。